# 인터넷 보안
인터넷 보안(-保安, 영어: Internet security)은 인터넷을 통해 권한이 없는 컴퓨터 시스템 접근이나 위험을 막는 것을 말한다. 대부분은 자료의 암호화와 암호를 통해 보호를 받는다. 데이터 암호화는 이해할 수 없는 형태의 데이터를 별도의 번역 장치 없이 번역하는 과정을 말한다. 암호는 특정한 프로그램이나 시스템에 대한 사용자 접근을 제공하는 비밀의 낱말이나 구문을 말한다.

## 라우터
네트워크 주소 변환(NAT)은 컴퓨터의 나가고 들어오는 연결을 제어한다. 소호의 경우, 소프트웨어 NAT는 인터넷 연결이 되어 있는 컴퓨터에 사용할 수 있다. 라우터와 비슷한 동작과 보안 수준을 제공하지만 비용이 낮고 비교하면 그다지 복잡함이 없다.

## 방화벽
방화벽은 컴퓨터의 들어오고 나가는 데이터의 포트 가운데 사용자가 허용하지 않는 포트를 막는 역할을 한다. 대부분 사용자는 운영 체제에 내장된 소프트웨어 방화벽을 사용하며, 라우터를 이용할 경우 자체 방화벽을 내장하고 있는 것이 보통이다.

## 바이러스 검사 프로그램
다음과 같은 유형의 경우 보안을 위해 바이러스 검사 프로그램을 통해 치료를 받는 것이 좋다.
- 트로이 목마: 사용자가 바라지 않는 기능이 사용자로부터 숨어 있는 상태에서 실행된다. 표면적으로 보았을 경우, 아무런 문제가 없는 것처럼 보이므로 사용자를 속일 수 있다.
- 웜: 스스로를 복제하는 것은 바이러스와 비슷하지만, 웜의 경우 자체 코드를 서드파티 소프트웨어에 추가한다. 바이러스나 웜에 감염되면, 다른 프로그램이나 다른 컴퓨터를 감염시킬 수 있다.
- 바이러스: 컴퓨터 성능을 떨어트리고 시스템을 이상하게 만들며, 심각한 경우 컴퓨터에 해를 미치거나 부작용을 일으킬 수 있다.

## 악성 코드 검사 프로그램
- 스파이웨어: 사용자의 허가 없이 컴퓨터에서 실행되는 소프트웨어이다. 사용자 컴퓨터의 개인 정보를 빼간 다음 이 자료를 인터넷을 거쳐 소프트웨어 제조업체로 건넨다.
- 애드웨어: 소유자의 동의 없이 컴퓨터에서 실행되는 소프트웨어로 스파이웨어와 비슷하다. 다만 정보를 가져가지는 않고, 백그라운드에서 실행되면서 팝업 광고를 띄운다. 대부분 컴퓨터를 느리게 만들며, 소프트웨어 충돌을 일으키기도 한다.

## 같이 보기
- 컴퓨터 보안
- DoS 공격
- 사이버스톰 훈련
- 사이버전쟁